# Национални парк Жау
Национални парк Жау (порт. Parque Nacional do Jaú) бразилски је национални парк који се налази у савезној држави Амазонас.
Један је од највећих шумских резервата у Јужној Америци а део је и Унескове Светске баштине.
Парк припада амазонском биому. Обухвата површину од 23.779 km2 и простире се кроз неколико бразилских општина (Барселос, Кодажас и Ново Ајрао). Основан је 24. септембра 1980. Парком управља Институт за очување биолошке разноврсности Чико Мендес. Због великог природног и културног богатства, улаз у парк је ограничен и за њега је потребна дозвола бразилске владе. Неке од животиња које се могу наћи у парку су јагуари, ламантини, ружичасти речни делфини и многе друге.

## Локација
Име „Жау“ потиче од имена једне од највећих риба у Бразилу, позлаћеног сома или јау (Zungaro zungaro), по коме је и главна река парка добила име. Парк се налази у биому Амазоније у екорегији влажних шума Жапура-Солимоес-Негро. Он се простире на површини од 2.367.333 ha (5.849.810 acres). Основан је декретом 85.200 од 24. септембра 1980. године. Њиме управља Институт за очување биодиверзитета Чико Мендес. Он обухвата делове општина Барселос, Кодажас и Ново Ајрао у држави Амазонас.
Парк је једно од највећих заштићених подручја у Бразилу. Налази се око 220 km (140 mi) северозападно од Манауса и садржи цео слив реке Жау између реке Унини на северу и реке Карабинани на југу. Све три реке теку на исток да би ушле на десну обалу Рио Негра. Источни део парка се граничи са екстрактивним резерватом Рио Унини на северу, који се протеже дуж супротне обале реке Унини. Парк је са северозапада омеђен резерватом за одрживи развој Амана. На истоку, у близини Рио Негра, парк се граничи са северним делом Државног парка Рио Негро на југу.

## Животна средина
Терен парка је репрезентативан за међуфлувијалну висораван Негро-Солимоес. Он садржи две главне области: висораван Тромбетас/Негро и доњу западну Амазонску висораван. Виша област има брда са равним врховима на 150 до 200 m (490 до 660 стопа) исечена долинама, док нижа област има надморске висине од око 100 m (330 ft). Постоје велике површине сезонски поплављеног земљишта са лошом дренажом, и неколико сталних језера. Просечна годишња количина падавина је преко 2.500 mm (98 in), а највлажнији месеци се јављају у марту и септембру, када се прима максимално краткоталасно сунчево зрачење и тако долази до максималних конвекцијских падавина. Температуре се крећу од 22 до 32 °C (72 до 90 °F) са просеком од 26 °C (79 °F).
Типови вегетације су густа прашума (77%), отворена прашума (14%), прелаз из прашуме у кампинарану (7%) и кампинарана (2%). Ботаничари су каталогизовали око 400 биљних врста, од којих је неколико ограничено на одређена окружења као што су брда и поплављена подручја. Забележене су 263 врсте риба, од којих су неке нове за науку.

## Конзервација
Парк је класификован као заштићено подручје IUCN категорије II (национални парк). Циљ је очување екосистема амазонске црне воде за образовање о животној средини, интеракцију са локалним заједницама, одрживи туризам и истраживање. Парк је замишљен као мега-резерват и место светске баштине за садашње и будуће генерације. Заштићене врсте у парку су маргај (Leopardus wiedii), јагуар (Panthera onca), џиновска видра (Pteronura brasiliensis) и амазонски ламантин (Trichechus inunguis).
Национални парк Жау је UNESCO завео као место светске баштине 2000. године. Он је постао је део Централног Амазонског еколошког коридора, успостављеног 2002. године. Године 2003, имовина је проширена додавањем Националног парка Анавилханас, резервата за одрживи развој Амана и резервата одрживог развоја Мамирауа да би се формирао Централни комплекс за очување Амазона, веће место светске баштине. Парк је постао део Мозаика Доњег Рио Негра, насталог 2010. године. Јединица за очување је подржана од стране Програма заштићених подручја Амазонске регије.
Други разлог зашто је парк Жау очуван је група људи који себе називају „окамфа” (Oh//camp//ah). Окамфа је настала у парку дуго пре него што је чак и откривени, пошто је тамо живели скоро два века. Они су веома повучен народ који се никада не показују туристима или чак другим староседеоцима који тамо живе. Врло мало људи је имало прилику да их заиста види .

## Галерија
- Поплављена шума.
- Поглед на излазак сунца.
- Типична вегетација.